# Patrick Hernandez
Patrick Pierre Hernandez (Le Blanc-Mesnil, 6 aprile 1949) è un cantautore francese.

## Biografia
Nato a Blanc-Mesnil (attualmente nel dipartimento di Seine-Saint-Denis), il padre François Hernández è un farmacista di origine spagnola e la madre Georgette Henriette Bisoffi è una ragioniera di origine italiana. È cresciuto a Savennières, una città vicino ad Angers, e ha trascorso la fine dell'adolescenza con la madre a Goussainville (Val-d'Oise) dove ha frequentato il college Pierre-Curie. "È qui che ho iniziato a fare musica professionalmente. Le possibilità di vita mi hanno portato nel Périgord. Avevo 19 anni e ho iniziato a suonare nelle sale da ballo, a Périgueux o Limoges".
Ha vissuto per qualche tempo a Noyon nell'Oise intorno agli anni '70. Prima di iniziare la propria carriera da solista, nel 1974 è presente nell'elenco dei coristi nell'album E tu... di Claudio Baglioni, inciso a Parigi sotto la supervisione di Vangelis.
Hernandez ha fatto le sue prime incursioni nel mondo della musica partecipando a diversi gruppi, con i quali ha pubblicato alcuni 45 giri che non hanno avuto successo, inclusa la prima versione di Back to the boogie, che avrebbe ripreso pochi anni dopo nel suo primo 33 giri con Hervé Tholance. Prodotto da Jean-Claude Pellerin e Jean Van Loo, è il gruppo Paris Palace Hotel, noto come PPH, fondato da Patrick Margueron e che già annovera tra i suoi membri Hervé Tholance che, dopo un modello realizzato allo Studio DES di Bruxelles, ha registrato nel 1975 allo studio 92, un album di quattordici canzoni inclusa la prima versione di Born to be Alive. Ma l'album non è mai uscito e il gruppo si è sciolto alla fine degli anni '70 (1978‐79).
Ha cambiato i suoi piani quando il produttore Jean Van Loo, sponsorizzato da Marcel De Keukeleire, direttore di Éditions Elver, gli ha chiesto di unirsi a lui a Mouscron, in Belgio, per lavorare insieme. Grazie a lui, ha registrato di nuovo allo Studio DES, in un arrangiamento di Guy Delo, supervisionato da Jack Say, proprietario dello Studio, il titolo della discoteca Born to Be Alive, ispirato a vecchi brani di successo di diversi paesi, canzone rock. Questa registrazione sarà remixata in diversi studi, ed è finalmente la versione mixata allo Studio Kathy, Ohain (Belgio), che verrà immesso sul mercato. Il record ha avuto successo per la prima volta in Italia nel 1978, dove è stato certificato oro, prima di essere pubblicato dalla CBS France l'anno successivo.
Successivamente conosce una breve ma planetaria popolarità grazie alla canzone Born to Be Alive, un enorme successo in ogni parte del mondo, a partire dal 1978, fino a conquistare il disco d'oro. Rimase al primo posto delle classifiche francesi per tre mesi dal marzo 1979. Il brano sarà in seguito oggetto di varie cover e persino parodiato nel 1990 da Elio e le Storie Tese con la canzone dal titolo Born to be Abramo, nella quale il ritornello è cantato dallo stesso Patrick Hernandez, che appare anche nel relativo videoclip.
Ha partecipato alla tournée RFM party e dal 2012 partecipa ai concerti Stars 80 che si svolgono in Francia e Belgio.

## Vita privata
Ha una figlia, Victoria.

## Discografia

### Album
- 1979: Born to Be Alive
- 1980: Crazy day's Mystery nights
- 1981: Goodbye

### Singoli
- 1976: Back to Boogie
- 1978: Born to Be Alive
- 1979: You Turn Me On
- 1979: Back to Boogie (con Hervé Tholance)
- 1980: Disco Queen
- 1981: Goodbye
- 1982: Y'a toujours des sam'dis soirs
- 1982: Fais moi calin
- 1982: Non Stop
- 1983: Tallulah
- 1988: Kalisha Kalima
- 1988: Born to be Alive (Remix)
- 1991: The Drinks
- Someone's Stepping On My Mushrooms

### Compilation
- 1995: The Best of Patrick Hernandez: Born to be Alive
- 1998: Best of Patrick Hernandez

### Collaborazioni
- 1997: Del meglio del nostro meglio di Elio e le Storie Tese (in "Born to be Abramo" parodia di Born to Be Alive)